# Carbia calefacta
Carbia calefacta là một loài bướm đêm trong họ Geometridae.